# خونتای عالی مرکزی
خونتای عالی مرکزی و حاکم بر حکومت مرکزی اسپانیا و هندها (همچنین به عنوان خونتای عالی مرکزی، شورای عالی و خونتای سویا شناخته می‌شود؛ به اسپانیایی: Junta Suprema Central y Gubernativa de España e Indias‎) به‌طور رسمی نهادی اسپانیایی بود که در زمان اشغال اسپانیا توسط ناپلئون، اختیارات اجرایی و مقننه را تجمیع کرد. در تاریخ ۲۵ سپتامبر ۱۸۰۸ پس از پیروزی اسپانیا در نبرد بایلن و پس از اعلام بی‌اعتبار بودن شورای کاستیا با استعفای کارلوس چهارم و فرناندو هفتم در بایون، خونتای مرکزی در اوایل ماه مه برقرار شد و از آن پس تا ۳۰ ژانویه ۱۸۱۰ فعال بود. در ابتدا توسط نمایندگان خونتاهای استانی تشکیل می‌شد و برای اولین‌بار نشست آن در آرانخوئز به ریاست کنت فلوریدابلانکا، با ۳۵ عضو تشکیل جلسه داد.

## زمینه‌ها
خونتای عالی مرکزی از سردرگمی سیاسی ناشی از کناره‌گیری مجلس بوربون سر برآورد. دولت اسپانیا، از جمله شورای کاستیا، در ابتدا تصمیم ناپلئون را در مورد اعطای تاج اسپانیا به برادرش ژوزف پذیرفت. با این حال، جمعیت اسپانیا تقریباً به صورت یک‌صدا برنامه‌های ناپلئون را رد کردند و این مخالفت از طریق دولت‌های محلی شهرها و استان‌ها ابراز گردید. نظریه بنیادین سیاسی در اسپانیای سنتی این بود که سلطنت یک قرارداد بین شاه و مردم است (نگاه کنید به فلسفه حقوق فرانسیسکو سوارز) لذا دولت‌های محلی برای مواجهه با بحران، خود را به دولت‌های منفصل juntas (واژه اسپانیایی برای "شورا"، "کمیته"، یا " هیئت مدیره ") بدل کردند.
با این وجود، این تحول منجر به سردرگمی بیشتر شد، زیرا هیچ مرجع مرکزی وجود نداشت و اکثر نظامیان ادعای برآمدن رهبران نظامی دیگر را برای نمایندگی از سلطنت کشور به رسمیت نمی‌شناختند. به ویژه خونتای شهر سویا به دلیل نقش تاریخی این استان در تاریخچه تشکیل امپراتوری، ادعای اقتدار بر امپراتوری خارج از کشور را داشت. با درک این که برای هماهنگی تلاش‌ها علیه فرانسه و مقابله با کمک انگلیس به وحدت نیاز است، چندین خونتای استانی - مورسیا، والنسیا، سویا و کاستیا و لئون - خواستار تشکیل یک شورای مرکزی و واحد شدند. پس از یک سری مذاکرات میان خونتاها و شورای بی‌اعتبار کاستیا، خونتا مرکزی عالی نهایتاً در نشست آرانخوئز رسمیت یافت. خونتای مذکور برای پادشاه غایب و دولت سلطنتی آن نقش جانشین را داشت و به فراخوانی نمایندگان استان‌های محلی و متصرفات خارج از کشور پرداخت تا حضورشان در نشست «مجلس فوق‌العاده و عمومی ملت اسپانیا» را جلب کند و در این کار موفق هم شد. این یک نهاد قانونگذار واحد برای کل امپراتوری و در عین حال بدنه‌ای منفک برای ایجاد قانون اساسی بود.

## شورای سلطنتی اسپانیا و هندیان
شورای سلطنتی اسپانیا و هندها تقریباً با پذیرش تمامی نواحی سرزمین اصلی اسپانیا و مستعمرات مجلس کادیز را تشکیل داد و پیش نویس قانون اساسی اسپانیا در سال ۱۸۱۲ را تهیه کرد. این شورا متشکل از ژنرال فرانسیسکو خاویر کاستانوس؛ مشاوران ایالت، آنتونیو د اسکانئو، فرانسیسکو ساودرا و استبان فرناندز د لئون؛ و اسقف اورنسه، پدرو دو کوئدو و کوینتانو بود، که هیچ‌یک از آن‌ها در خونتای مرکزی عالی خدمت نکرده بودند. در نمایندگی اسپانیای نو، به دلیل سلامتی نماینده پیشین، میگل د لاردیزابال و یوریبه عضو تعویضی خونتا شد. هنگامی که مجلس در ۲۴ سپتامبر ۱۸۱۰ شروع به کار کرد، اختیارات قانونگذاری و نظارت بر منطقه را به عهده گرفت.
انحلال حکومت عالی مرکزی یک نقطه عطف مهم در جنگ‌های استقلال‌طلبانه در آمریکای اسپانیا بود. بیشتر آمریکایی‌های اسپانیایی-آمریکایی دلیلی برای به رسمیت شناختن یک دولت دست و پاگیر که هر لحظه در معرض تهدید فرانسوی‌ها بود، نمی‌دیدند و برای ایجاد خونتاهای محلی و حفظ استقلال منطقه‌شان از فرانسه شروع به کار کردند. جنبش‌های خونتای مستقل در گرانادای جدید (کلمبیا)، ونزوئلا، شیلی و ریو د لا پلاتا (آرژانتین) موفق بودند. جنبش‌های کمتر موفق ولی جدی، در آمریکای مرکزی نیز حادث شدند. اگرچه خونتاها ادعا می‌کردند اقدامات خود را به نام پادشاه مخلوع انجام می‌دهند، درست همان‌طور که قبلاً خونتای شبه جزیره این کار را کرده بود، ایجادشان فرصتی برای افرادی بود که استقلال کامل را مد نظر داشتند تا برنامه‌های خود را به‌طور علنی و ایمن تبلیغ کنند و باعث ایجاد بیست و پنج درگیری طی یک سال شد.

## کتابشناسی - فهرست کتب
- Robertson, William Spence. "The Juntas of 1808 and the Spanish Colonies," English Historical Review (1916) 31#124 pp. 573-585 in JSTOR
- (به اسپانیایی) Artola, Miguel. La España de Fernando VII. Madrid: Espasa-Calpe, 1999. شابک ‎۸۴-۲۳۹-۹۷۴۲-۱
- Lovett, Gabriel. Napoleon and the Birth of Modern Spain. New York: New York University Press, 1965.....